# Bret Michaels
Bret Michaels, pseudonimo di Bret Michael Sychak (Pittsburgh, 15 marzo 1963), è un cantante statunitense, leader dei Poison.

## Biografia
Nato a Pittsburgh ma cresciuto a Mechanicsburg, Pennsylvania, Michaels formò i Poison con il batterista Rikki Rockett, il bassista Bobby Dall e il chitarrista Matt Smith. Dopo essersi fatto un nome nel circuito locale, il quartetto si trasferì a Los Angeles per cercare il successo nella scena del Sunset Boulevard. Il chitarrista Smith, che stava per avere un figlio, dovette presto ritirarsi e tornare in Pennsylvania; fu sostituito da C.C. DeVille.
Nel 1986 la nuova formazione riuscì a firmare un contratto con l'etichetta indipendente Enigma Records per registrare l'album di debutto Look What the Cat Dragged In. Inizialmente accolto con tiepido successo, Michaels suggerì alla band di girare un videoclip per il singolo Talk Dirty to Me, che scalerà i palinsesti di MTV. Fu così che l'album divenne disco di platino e i Poison delle celebrità.

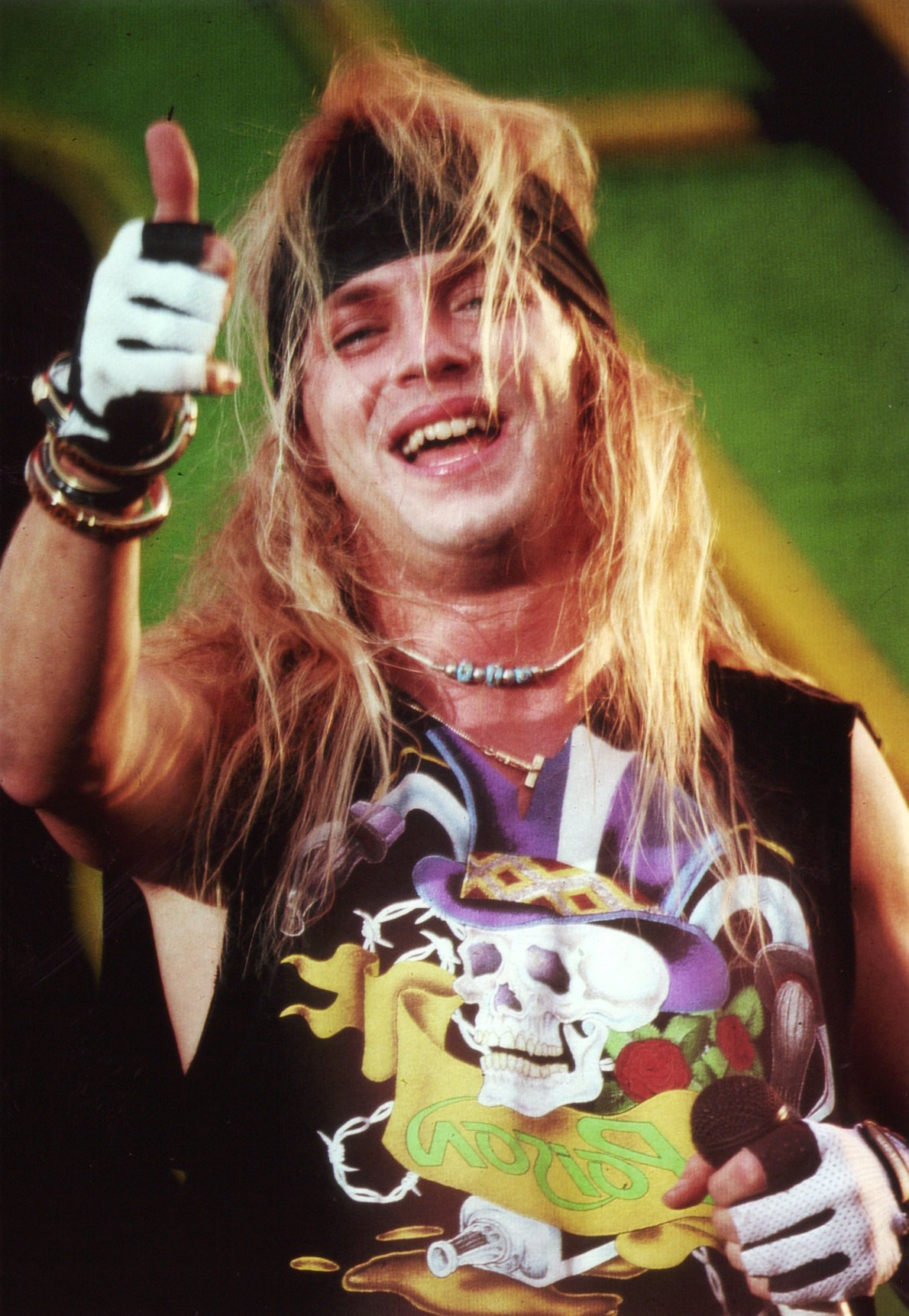
Bret Michaels a Parigi nel 1990

Nel 1988 viene pubblicato Open Up and Say...Ahh!, che riconferma il successo del predecessore grazie alla ballad Every Rose Has Its Thorn, il primo e unico singolo del gruppo ad arrivare in cima alla classifica. Nel 1990 è il turno del terzo album Flesh & Blood, da cui vengono estratti i singoli Unskinny Bop e Something to Believe In, quest'ultimo dedicato a James Kimo Maano, guardia del corpo e amico personale di Bret, scomparso qualche mese prima. In quel periodo iniziano gli screzi tra C.C. DeVille, da diverso tempo ormai vittima di alcolismo ed eroina, con Michaels che vuole ribadire la sua leadership all'interno della band.
Nel 1993 il gruppo pubblica il quarto album Native Tongue, senza DeVille, sostituito dal chitarrista Richie Kotzen. Il disco vende meno rispetto al passato e il tour seguente si caratterizza per le tensioni fra Kotzen e il resto della band, che lo sostituisce prontamente con Blues Saraceno. Il gruppo comincia a registrare il nuovo album, ma la lavorazione subisce una battuta d'arresto a causa di un incidente di Michaels, con la sua Ferrari, in cui riporta diverse fratture al naso, sterno, mandibola, dita e denti. I Poison si prendono un periodo di pausa, culminato con il rientro in formazione di C.C. DeVille.
Nel 1998 Michaels tenta la carriera solista con l'album A Letter from Death Row, realizzato come colonna sonora del film omonimo da lui stesso prodotto con cui recita assieme a Martin e Charlie Sheen. Nel 1999 i Poison si riuniscono ufficialmente per una serie di concerti; da qui in poi il cantante dividerà il suo tempo tra il gruppo e la carriera solista.
Nel 2003 pubblica il secondo disco solista, Songs of Life. L'album mette in risalto l'aspetto acustico di Michaels a favore di un sound più sobrio. Segue una breve tournée solista di successo. Nel 2005, forte di questo successo pubblica Freedom of Sound, album fortemente influenzato da sonorità country. Nel 2008 è il turno della raccolta Rock My World, che riunisce il meglio della sua attività solista.
Il 22 aprile 2010 Michaels viene ricoverato d'urgenza per una grave emorragia cerebrale che lo pone in serio pericolo di vita. Pochi mesi dopo pubblica il quarto disco solista, Custom Built, che ottiene un inaspettato successo nelle classifiche statunitensi, raggiungendo i primi posti. Nel 2013 esce Jammin' with Friends, in cui il cantante reinterpreta vecchi pezzi dei Poison e della sua carriera solista.

## Vita privata
Bret è stato sposato con Kristi Gibson e ha due figlie: Raine Elizabeth (nata il 20 maggio 2000) e Jorja Bleu (nata il 5 maggio 2005).
Nei primi anni novanta ha avuto una relazione con la modella e attrice Pamela Anderson, che in seguito sposerà Tommy Lee dei Mötley Crüe.

## Apparizioni televisive
Nel 2007 conduce su VH1 il dating show Rock of Love with Bret Michaels, dove venticinque ragazze gareggiano per diventare la sua fidanzata. Nel 2010 trionfa invece come concorrente nella terza stagione del programma di Donald Trump The Celebrity Apprentice, in competizione con altre tredici celebrità tra cui l'attrice Holly Robinson Peete, la cantante Cyndi Lauper e il politico Rod Blagojevich. Nello stesso anno è protagonista anche di Bret Michaels: Life as I Know It, un reality incentrato sulla sua vita personale.
Il 29 gennaio 2014 appare nella puntata Lieto fine ("Happy Endings") della serie TV Revolution, interpretando sé stesso. Nell'episodio Michaels esegue una versione acustica del classico Every Rose Has Its Thorn.

## Discografia

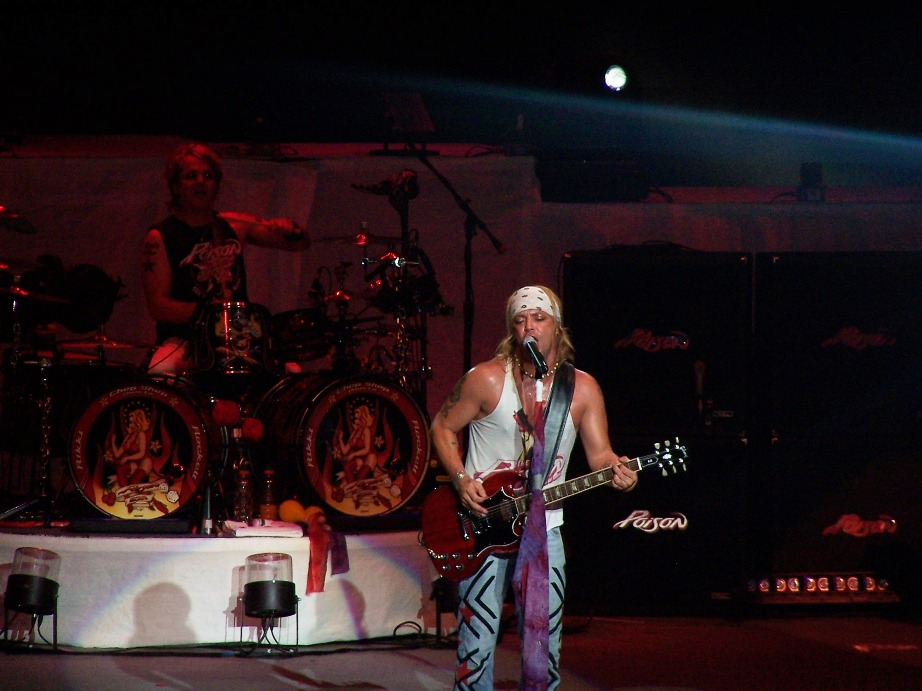
Bret Michaels durante un concerto dei Poison al PNC Bank Arts Center di Holmdel, NJ il 6 agosto 2006

### Solista
Album in studio
- 1998 – A Letter from Death Row
- 2003 – Songs of Life
- 2005 – Freedom of Sound
- 2010 – Custom Built
- 2013 – Jammin' with Friends

Raccolte
- 2001 – Ballads, Blues and Stories
- 2008 – Rock My World
- 2015 – True Grit

### Con i Poison
Album in studio
- 1986 – Look What the Cat Dragged In
- 1988 – Open Up and Say...Ahh!
- 1990 – Flesh & Blood
- 1993 – Native Tongue
- 2000 – Crack a Smile...and More!
- 2000 – Power to the People
- 2002 – Hollyweird
- 2007 – Poison'd!

Album dal vivo
- 1991 – Swallow This Live
- 2006 – Seven Days Live
- 2008 – Live, Raw & Uncut

Raccolte
- 1996 – Poison's Greatest Hits: 1986-1996
- 2003 – Best of Ballads & Blues
- 2006 – The Best of Poison: 20 Years of Rock
- 2011 – Double Dose: Ultimate Hits

### Altri album
- 1991 – Susie Hatton – Body and Soul
- 2003 – Rikki Rockett – Glitter 4 Your Soul

## Filmografia

### Attore

#### Cinema
- La grande onda (In God's Hands), regia di Zalman King (1998)
- Codice criminale (No Code of Conduct), regia di Bret Michaels (1998)
- A Letter from Death Row, regia di Marvin Baker e Bret Michaels (1998)

#### Televisione
- La legge di Burke (Burke's Law) – serie TV, 1 episodio (1994)
- Più forte ragazzi (Martial Law) – serie TV, 1 episodio (1999)
- The High Fructose Adventures of Annoying Orange – serie TV, 1 episodio (2012)
- Sharknado 5: Global Swarming, regia di Anthony C. Ferrante – film TV (2017)
- The Masked Singer – serie TV, 6 episodi (2020)

### Regista
- Codice criminale (No Code of Conduct) (1998)
- A Letter from Death Row, regia di Marvin Baker e Bret Michaels (1998)

## Televisione
- Rock of Love with Bret Michaels (2007)
- The Celebrity Apprentice (2010)
- Bret Michaels: Life as I Know It (2010)